# Het zandkasteel (film)
Het zandkasteel, originele titel Le château de sable, is een korte animatiefilm uit 1977 van regisseur Co Hoedeman. De film won een Academy Award voor Beste Korte Animatiefilm.
De film gaat over een mannetje van zand, dat andere zandfiguurtjes maakt om samen een zandkasteel te bouwen.